# Rote Ernte
Rote Ernte (im Original Red Harvest) ist der erste Roman von Dashiell Hammett. Er wurde im deutschsprachigen Raum auch unter dem Titel Bluternte veröffentlicht. In den USA erschien der Roman unter dem Titel The Cleansing of Poisonville von November 1927 bis Februar 1928 im Black Mask Magazine zuerst als Serie. Im Jahr darauf wurde er von Alfred A. Knopf als Buch herausgegeben und war somit Hammetts erstes Buch des Hard-Boiled-Genres.

## Handlung
Ein Detektiv der Privatdetektei Continental wird in den Ort „Pissville“ geschickt, um einen unbekannten Auftrag eines bekannten Bürgers der Stadt auszuführen. Der Auftraggeber wird ermordet, bevor der eigentliche Auftrag an den Detektiv übermittelt werden kann. Das „Pissville“ der deutschen Übersetzung, eine Verballhornung des eigentlichen Namens „Peaceville“, heißt im amerikanischen Original „Personville“ und wird dort zu „Poisonville“. In dem Ort angekommen stellt der Detektiv fest, dass die Stadt von mehreren rivalisierenden Gangsterbanden beherrscht wird. Er beschließt die Banden gegeneinander auszuspielen, bis die Stadt wieder „sauber“ ist. Hierbei schreckt er nicht vor Intrige oder Mord zurück.

## Hintergrund
Der Roman ist zusammen mit Der gläserne Schlüssel das politischste von Hammetts Büchern. Es wird aufgezeigt, wie weit es führen kann, wenn kommunale Politiker bzw. die Verwaltung einer Stadt korrupt sind. Auf jeden Fall ist dieses Buch eines der düstersten und gewalttätigsten von Hammett. Auffallend ist, dass der Detektiv keinen Namen hat und auch sonst nur sehr spärlich beschrieben wird; die Erzählung erfolgt aus der Ich-Perspektive.
Die Handlung von Rote Ernte hat Ähnlichkeit mit der des Films Yojimbo – Der Leibwächter (1960) von Akira Kurosawa, weshalb oft behauptet wird, sie sei auch die Quelle für das Drehbuch gewesen. Dies wurde von Kurosawa aber stets bestritten. Yojimbo wiederum wurde mehrfach von einigen US-amerikanischen Filmen adaptiert, in denen der Protagonist ebenfalls ohne Namen bleibt. Das erfolgreichste Remake ist wohl Für eine Handvoll Dollar von Sergio Leone mit Clint Eastwood in der Hauptrolle. Spätestens mit dem deutlich von Hammetts Genre inspirierten Last Man Standing schließt sich der Kreis.

## Zitate anderer Schriftsteller
- André Gide notierte 1931 in seinem Tagebuch: „Rote Ernte von Dashiell Hammett gelesen…, mit an Bewunderung grenzender Verblüffung…“
- Jakob Arjouni schreibt über sich: „Mit zwölf zum ersten Mal Rote Ernte von Hammett gelesen – nicht alles verstanden, aber begeistert.“

## Ausgaben
- deutschsprachige Erstausgabe: Dashiell Hammett: Bluternte (Originaltitel: Red Harvest, übersetzt von Peter Fischer), In: Krähen-Bücher. Nest, Nürnberg 1952.
- 18. Auflage: Neu übersetzt von Gunar Ortlepp, detebe 20292, Diogenes Taschenbuch, Zürich 2007 (Erstausgabe 1976), ISBN 978-3-257-20292-2.
- aktuelle Neuausgabe: Sonderausgabe. detebe 24073,  Diogenes, Zürich 2011, ISBN 978-3-257-24073-3.